# ペーター・ジーモン・パラス
ペーター・ジーモン・パラス（Peter Simon Pallas、1741年9月22日 - 1811年9月8日）はドイツの動物学者、植物学者でロシアで働いた。

## 略歴
ベルリンで医学者の息子に生まれた。家庭教師から教育を受け、自然科学に興味をもった。ハレ大学、ゲッティンゲン大学で学び19歳でライデン大学で博士号を得た。ハーグに住み、1766年には新たに発見されオランダの博物館に収集された脊椎動物の記述を含む著書Miscellanea Zoologicaを発表した。パラスの動物の分類法はジョルジュ・キュヴィエによって賞賛された。アフリカ南部や新大陸への旅行を計画したが、父親にベルリンへ呼び戻された。
1767年にロシアのエカチェリーナ2世からサンクトペテルブルク科学アカデミーの教授として招かれ、1768年から1774年の間、バイカル湖の東岸までのロシア各地を調査した。それらの調査結果は、定期的にサンクトペテルブルクに送られ、後に『ロシア帝国の諸地域の旅』(Reise durch verschiedene Provinzen des Russischen Reichs)として出版された。地理学や鉱物学、シベリア先住民族やその宗教、新しい動植物について記述された。1793年から1794年にかけて2回目の探検隊を率いてロシア南部を旅し、P. S. Pallas Bemerkungen auf einer Reise in die Südlichen Statthalterschaften des Russischen Reichs を著した。1810年にベルリンに戻り、翌年没した。

### 献名・エポニム
中央アジアに分布するマヌルネコを初めとする多くの動物の英名にパラスの名がつけられ、クラスノヤルスク隕石から採取された石鉄隕石の組織はパラサイトと名付けられた。小惑星 (21087) Petsimpallasはパラスに因んで命名された。

## パラサイト（石鉄隕石）
パラスの探検では、隕石の研究の歴史において重要な記録が残されている。当時まだ起源の知られていなかった、隕石（パラスの表現では “gediegnen Eisen”）を持ち帰り、探検記に、この鉱物が、1749年にクラスノヤルスクの南部の村に空から落ちてきたという現地の人々の証言を報告した。この隕石はドイツの物理学者、エルンスト・クラドニによって研究され、1794年に『パラス鉄などの起源と関係する自然現象について』(Uber den Ursprung der von Pallas gefundenen und anderer ihr ahnlicher Eisenmassen und uber einige damit in Verbindung stehende Naturerscheinungen) という研究で隕石の地球外起源説を初めて唱えられることになった。

## 著書の図版

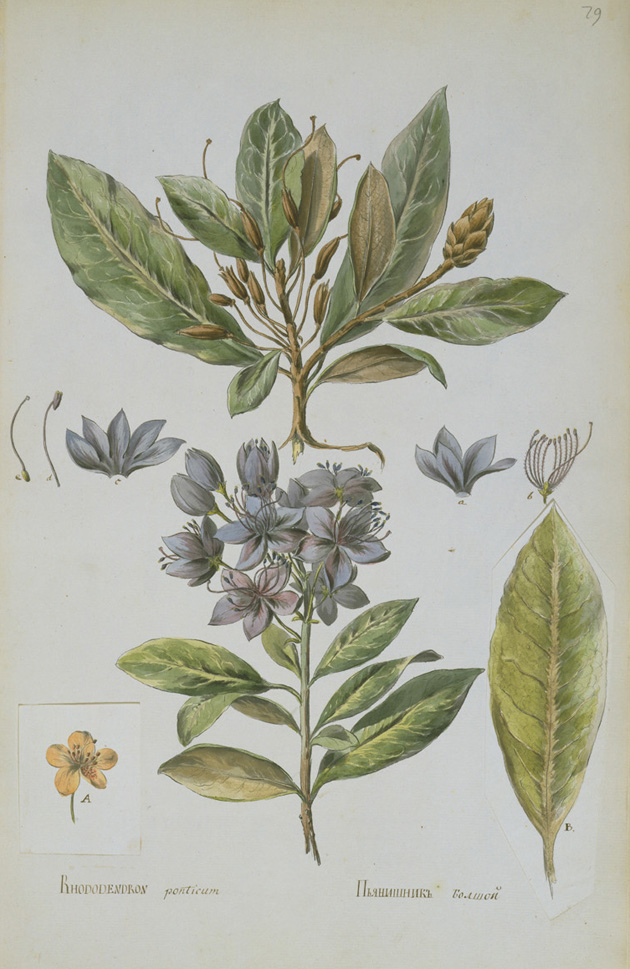
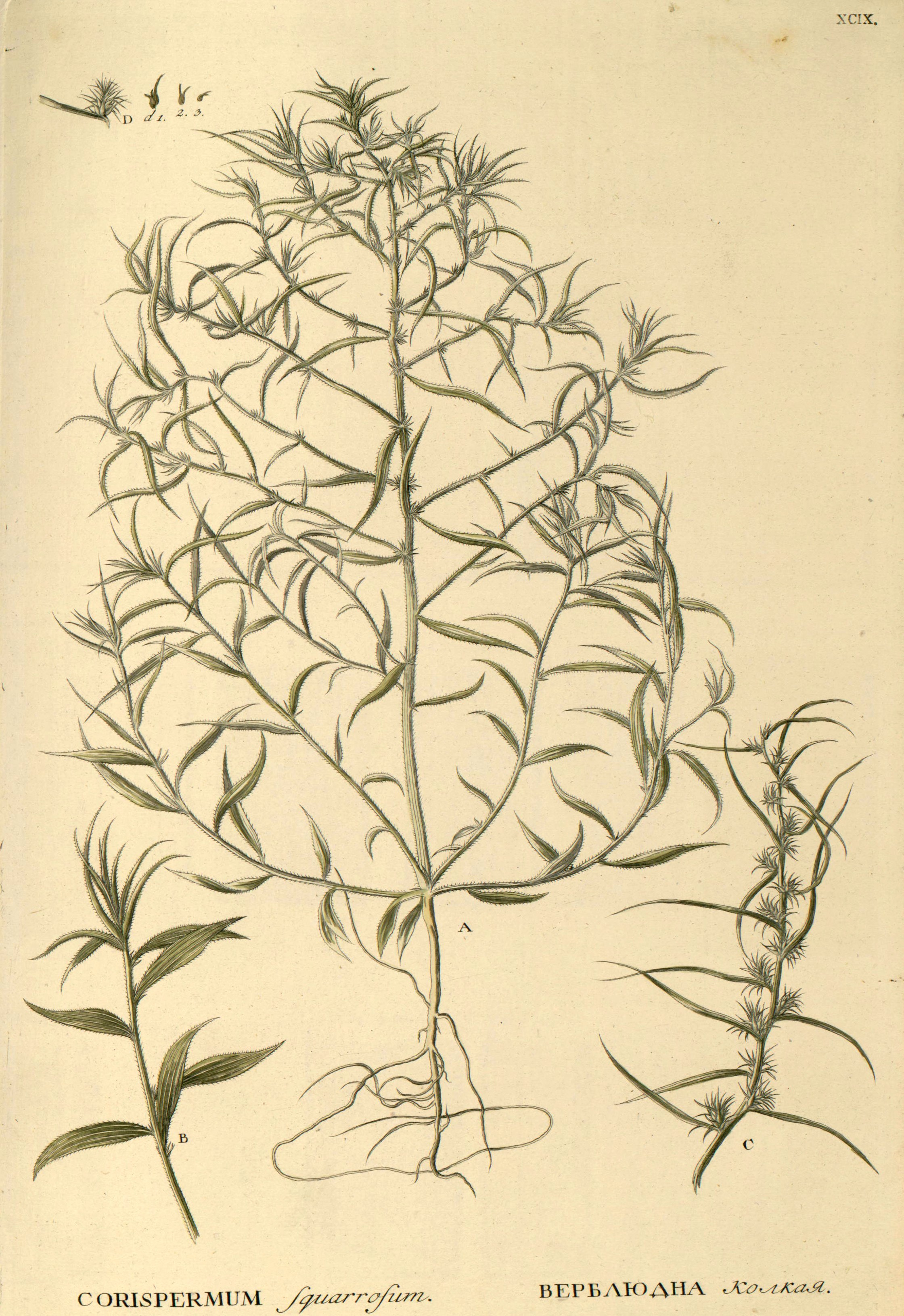
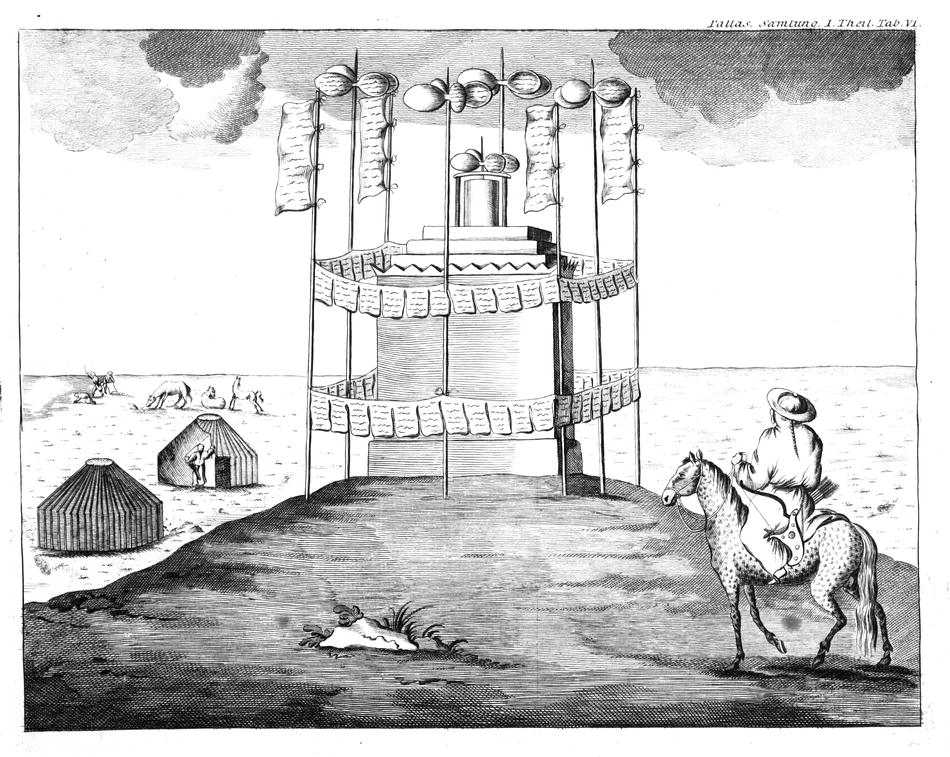
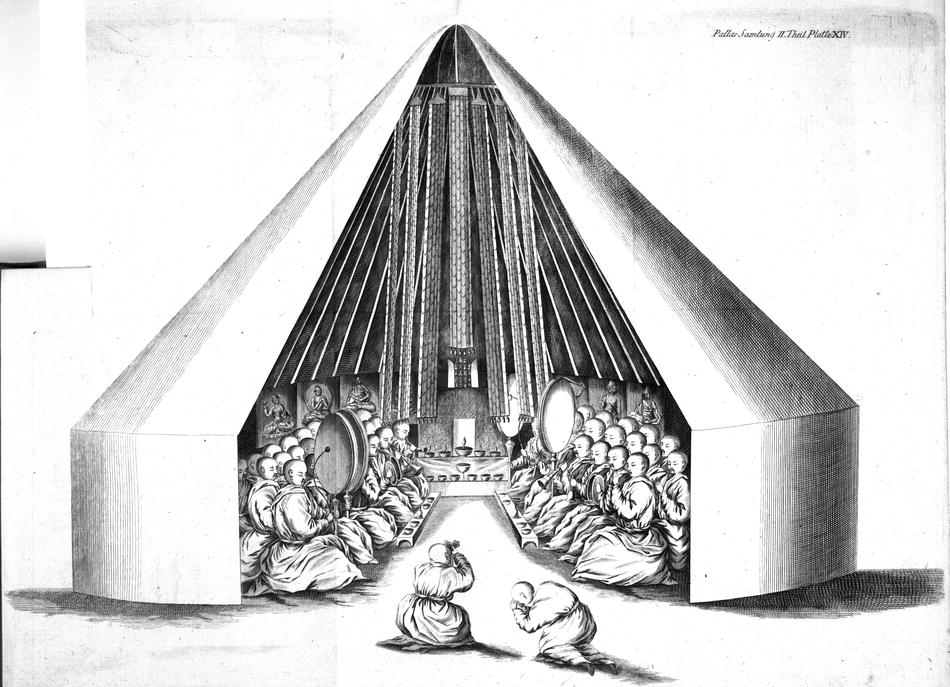
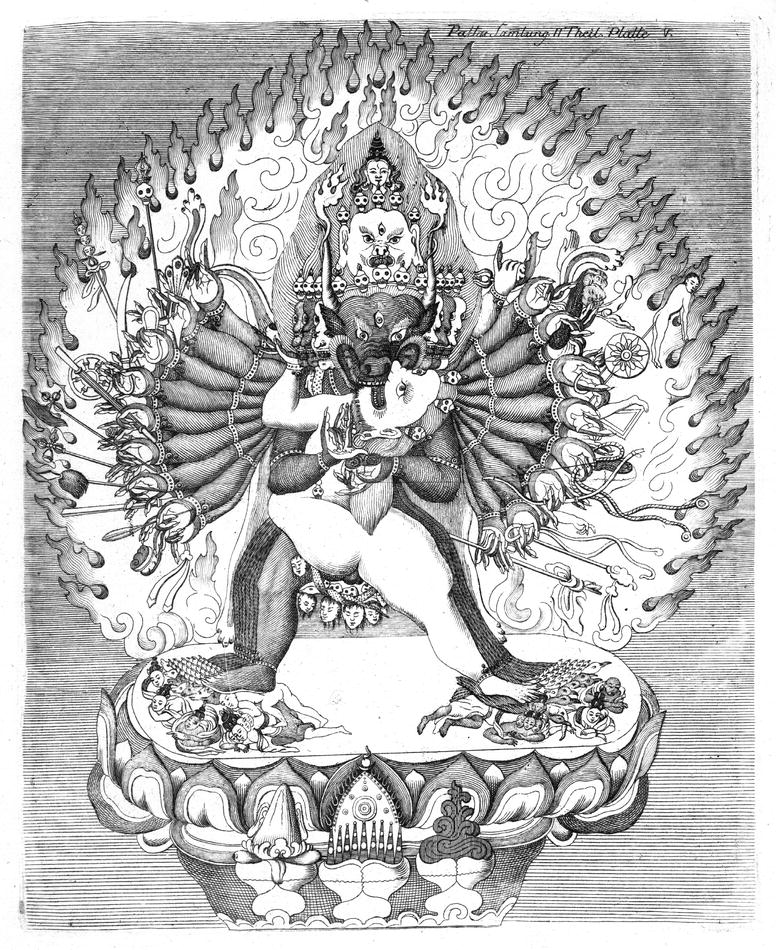